# Eleocharis bahamensis
Eleocharis bahamensis är en halvgräsart som beskrevs av Johann Otto Boeckeler. Eleocharis bahamensis ingår i släktet småsäv, och familjen halvgräs. Inga underarter finns listade i Catalogue of Life.